# Międzynarodowe Szachowe Stowarzyszenie Osób Niepełnosprawnych Narządu Ruchu
Międzynarodowe Szachowe Stowarzyszenie Osób Niepełnosprawnych Narządu Ruchu (ang. International Physically Disabled Chess Association, IPCA) – międzynarodowe stowarzyszenie mające na celu popularyzację gry w szachy wśród niepełnosprawnych z dysfunkcją narządu ruchu oraz organizowanie szachowych imprez międzynarodowych.
IPCA organizuje takie turnieje jak:
- Mistrzostwa Świata Osób Niepełnosprawnych Narządu Ruchu,
- Olimpiady Szachowe Osób Niepełnosprawnych Narządu Ruchu[1].

IPCA została uznana przez Międzynarodową Federacja Szachową.
Międzynarodowe szachowe drużyny niepełnosprawnych z dysfunkcją narządu ruchu zostały dopuszczone, na prawach państwa, do rozgrywek olimpijskich mężczyzn i kobiet.

## Prezydenci IPCA
- Tadeusz Bieluczyk[4] (brat Bogdana Bieluczyka[5])
- Zbigniew Pilimon